# Herbert Schneider (Physiker)
Herbert Artur Schneider (* 13. Januar 1926 in Hergisdorf; † 2. September 2016 in Halle (Saale)) war ein deutscher Physiker und Hochschullehrer.

## Leben
Schneider legte 1947 in Eisleben das Abitur ab. Er studierte anschließend Physik an der Martin-Luther-Universität Halle-Wittenberg und erwarb 1953 das Diplom. Ein Jahr lang arbeitete er als wissenschaftlicher Mitarbeiter an der Zentralen Forschungsstelle der Kali-Industrie in Teutschenthal. Ab 1954 wirkte er an der Technischen Hochschule für Chemie Leuna-Merseburg, 1955 wurde er Oberassistent, 1963 Dozent für Physik und 1966 Professor. Im Jahr 1959 promovierte er an der Universität Rostock zum Dr. rer. nat., und 1965 absolvierte er seine Habilitation an der TH Leuna-Merseburg.
1967 berief ihn die Bergakademie Freiberg zum Professor mit Lehrauftrag für Experimentalphysik, gleichzeitig wurde er Direktor des II. Physikalischen Instituts. Nach der Dritten Hochschulreform der DDR und der Auflösung der Institute im Jahr 1968 leitete Herbert Schneider bis 1980 die Sektion Physik, 1969 wurde er zum ordentlichen Professor für Experimentelle Physik (Festkörperphysik) umberufen. Von 1980 bis 1991 wirkte er als Leiter des Wissenschaftsbereiches Experimentelle Physik und von April bis August 1991 als Direktor des neu gebildeten Institutes für Experimentelle Physik. Er war von 1974 bis 1983 Prodekan und danach bis 1991 Dekan der Fakultät für Mathematik und Naturwissenschaften der Bergakademie. Am 2. September 2016 verstarb er in Halle an der Saale.

## Ehrungen
- Medaille für Ausgezeichnete Leistungen (1959)
- Carl-Schorlemmer-Preis (1965)
- Ehrennadel der Bergakademie Freiberg (1977)
- Humboldt-Medaille in Silber (1978)[1]

## Veröffentlichungen (Auswahl)
- Orientierte Verwachsungen von N-Alkylaminhydrochloriden mit Alkalihalogeniden. Dissertation, Universität Rostock, 1959
- Über den Einfluß der Struktur fester Stoffe auf die Adsorption ionogener Tenside aus Lösungen. Habilitationsschrift, TH Leuna-Merseburg, 1965
- Physikalisches Praktikum für Anfänger (mehrere Auflagen)
- Physik für Ingenieure (2 Bände, mehrere Auflagen)